# 普匯中金國際
普匯中金國際控股有限公司，前身為達藝控股有限公司（英語：Chinlink International Holdings Limited，港交所：0997）是香港傢俱及裝置銷售或室內裝飾工程商，香港總部位於分別在香港柴灣祥利街21號達藝工業中心2字樓，以及香港中環康樂廣場8號交易廣場2座7樓，1973年由曾志雄先生創辦。
在2000年3月10日主板上市，其中中國營業額最多，其次港澳區。而董事長為李偉斌。